# Sergej Vladimirovič Bodrov
Sergej Vladimirovič Bodrov (in russo Сергей Владимирович Бодров?; Chabarovsk, 28 giugno 1948) è un regista, sceneggiatore e produttore cinematografico russo, di origine buriata per parte di madre.

## Biografia
Ha diretto vari film, tra cui La libertà è il paradiso (1988), Il prigioniero del Caucaso (1996), Lucky, re del deserto (1999), Nomad - The Warrior (2005) Mongol (2007) e Il settimo figlio (2014).
Era il padre dell'attore e regista Sergej Sergeevič Bodrov.

## Filmografia

### Regista
- Golosa vojny (1974) - cortometraggio
- Sladkij sok vnutri travy (1984) - co-regia di Amanbek Alpiyev
- Neprofessionaly (1985)
- Ja tebja nenavižu (1986) (TV)
- Katala (1989)
- La libertà è il paradiso (SĖR - Svoboda ėto raj)  (1989)
- Ja chotela uvidet angelov (1992)
- Belyj korol, krasnaja koroleva (1992)
- Il prigioniero del Caucaso (Kavkazskij plennik) (1996)
- Lucky, re del deserto (Running Free) (1999)
- Decisione rapida (The Quickie) (2001)
- Il bacio dell'orso (Bear's Kiss) (2002)
- Nomad - The Warrior (Nomad) (2005)
- Mongol (2007)
- Drunken Sailor (2007) - documentario musicale sulla band inglese Tiger Lillies
- Stories on Human Rights (2008) - episodio The Voice
- Il settimo figlio (Seventh Son) (2014)

### Sceneggiatore e produttore
- AK-47 - Kalashnikov (Kalašnikov), regia di Konstantin Buslov (2020)
- Serdce Parmy, regia di Anton Megerdičev (2022)